# Keratomalacie
Keratomalacie of hoornvliesverweking is in de geneeskunde een aandoening van het hoornvlies waarbij dit uitdroogt, afsterft en ondoorzichtig wordt als gevolg van gebrek aan vitamine A. Het is dus ernstig, maar komt in Nederland niet of nauwelijks voor.
In de derde wereld is het een niet-zeldzame oorzaak van blindheid. Dit kan voorkomen worden door het telen van gouden rijst, een genetisch gemodificeerde vorm van rijst die een stof bevat, bètacaroteen, die door het lichaam in vitamine A kan worden omgezet.